# Centro Deportivo de Shandong
Huawei Sports Stadium (en chino, 山东省体育场; en pinyin, Shāndōng Shěng Tǐ Yù Cháng) también conocido como Huawei Stadium (en chino, 山东省体育中心; en pinyin, Shāndōng Shěng Tǐ Yù Zhōng Xīn), es el estadio del Shandong Luneng, equipo de la Superliga China. Posee una capacidad de aproximadamente 45 000 espectadores, y está ubicado en Shandong, provincia de Shandong, República Popular China. Fue construido por la compañía de telecomunicaciones Huawei en 2012.

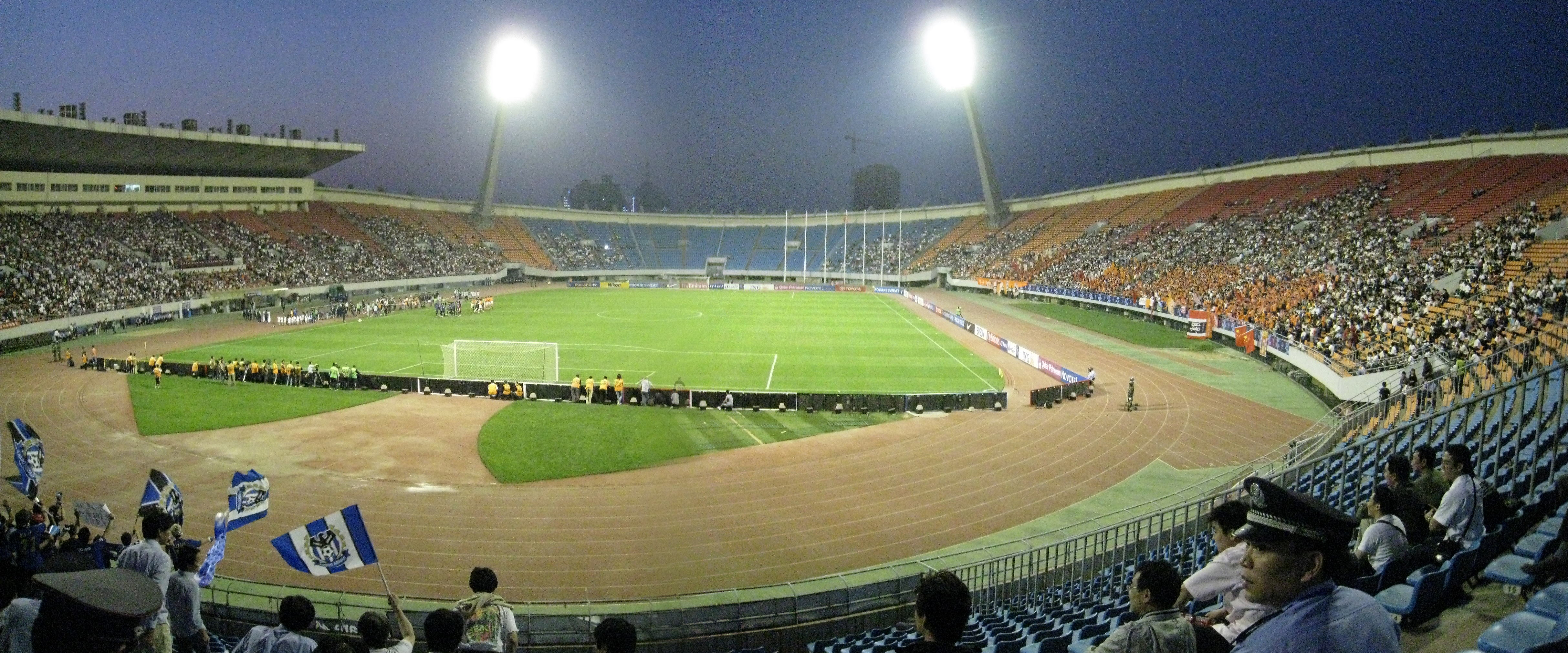
Imagen panorámica del campo de juego durante un encuentro.